# Isaac Papin
Isaac Papin (Blois, 27 marzo 1657 – 1709) è stato un religioso, filosofo e teologo francese, ministro della Chiesa Anglicana, poi riunito alla Chiesa cattolica.
Studiò filosofia e teologia a Ginevra, poi l'ebreo e il greco a Orléans, presso suo zio materno, che egli difese contro il ministro Jurieu, mettendosi in pericolo presso quelli del suo partito. Per evitare le loro persecuzioni, andò in Inghilterra nel 1686 e fu fatto diacono e sacerdote del vescovo d'Ely.
Successivamente andò in Germania, predicò ad Amburgo e a Danzica, quindi si recò a Parigi e divenne cattolico, abiurando nelle mani di Jacques Bénigne Bossuet  il 25 gennaio 1690. Fu cugino di Denis Papin.
Isaac Papin morì a cinquantadue anni e fu seppellito nella chiesa parigina di Saint Benoit, dove si legge il suo epitaffio.

## Opere
La sua opera principale è il Trattato contro il tollerantismo in materia di religione, la cui edizione migliore fu stampata in tre volumi a Parigi, presso Guerin. Papin scrisse inoltre La Vanité des Sciences ou Réflexions d'un philosophe chrétien sur le véritable bonheur.